# Política do Omã
Em Omã o chefe de Estado e também chefe de Governo era o sultão Qaboos bin Said Al Said, que ficou no poder desde 1970 até falecer em janeiro de 2020. Ele desempenhava o papel de monarca absoluto. Atualmente, o posição de sultão no país esta vaga, sem definição de quem será o sucessor, já que Qaboos não teve filhos.
No início da década de 1990, o sultão instituiu um conselho eleito, o Majlis ash-Shura, apesar de poucos omanis poderem ser votados.
O sufrágio universal para os maiores de 21 anos foi instituído em outubro de 2003, e teve uma participação de 190 mil votantes (74% dos eleitores) para escolher os 83 membros do conselho.
A dinastia Al Sa'id, do sultão, governa o país há mais de 250 anos.